# スフェロチルス
スフェロチルス (Sphaerotilus)は、強腐水性の流水中に綿状に繁殖する好気性の細菌。

## 概要
グラム陰性であるプロテオバクテリアの一種（β-プロテオバクテリア）。菌体の形状としては桿菌であり、多糖類によって構成された鞘内に一列に連なり、全長数mmの糸状体を形成する。ナイセル染色マイナス。運動性なし。塊の外縁や外部では樹木状に擬分枝する。
好気性であるため、流れのないところでは繁殖しない。アミノ酸を必須養分とするが、BOD約10-50mg/lが好適範囲で、これを超える濃度ではみられないため、生物指標として有用である。
10℃以下の低温を好み、冬季に増殖する。生息する水路では水底にミズワタを形成して微生物群集の基盤となる。ミズワタの形成は美観を損ねるものの、有機物を積極的に分解して汚水の浄化に寄与するため、流水は澄んでいることが多い。本来は白色の綿状であるが、実際の環境中では、他の微生物や水酸化鉄等により灰色、黄褐色を呈する場合が多くみられるため、美観を損なうとして嫌われる。浄化槽や下水処理場の活性汚泥において糸状性バルキングの原因となる。水底を覆うため、アユなどの産卵を物理的に阻害する。

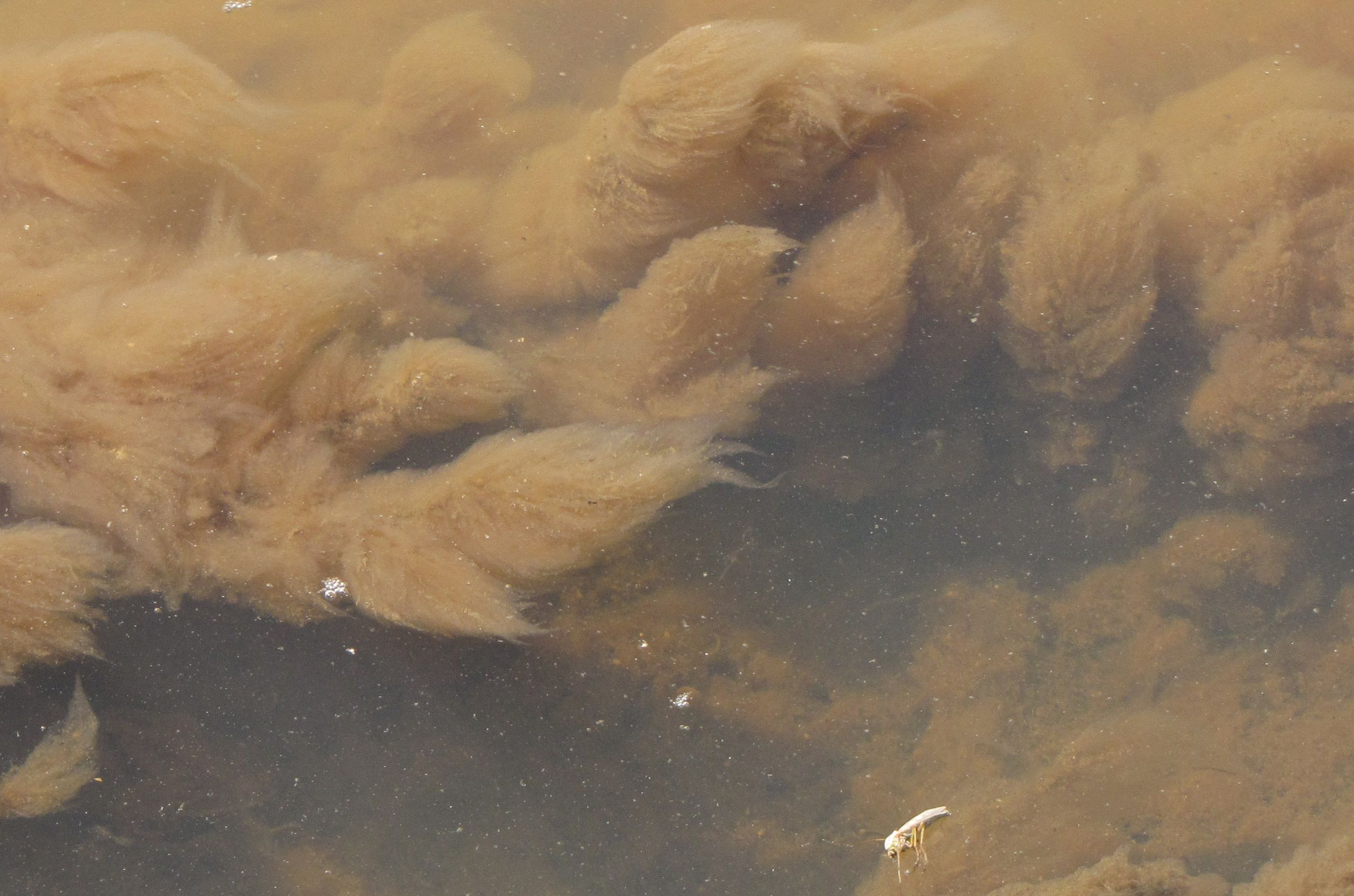
Sphaerotilus natans